# 포르투갈어
포르투갈어(português 듣기 (도움말·정보), língua portuguesa)는 현재 북부 포르투갈과 스페인의 갈리시아와 아스투리아스에 있던 중세 갈리시아 왕국의 갈리시아 포트투갈어에서 내려온 라틴어 기반 로망스어의 한 종류이다. 또한, 포르투갈 레콩키스타를 통해 정복된 지역의 로망스어와 아랍어의 영향을 흡수하기도 하였다. 15세기와 16세기에 걸쳐 포르투갈이 남아메리카의 브라질, 고아 주를 비롯한 인도의 여러 지방, 마카오, 동남아시아의 티모르섬, 그리고 아프리카에서 포르투갈어권을 이루는 다섯 개 국가인 카보베르데, 기니비사우, 상투메 프린시페, 앙골라, 모잠비크에 걸쳐 포르투갈 제국을 건설하면서 세계적으로 퍼지게 되었다. 이 기간에 많은 종류의 포르투갈어 기반 크레올어가 아프리카, 아시아, 그리고 카리브해 지역에서 생겨나기도 하였다.
2억 6천만 명 이상이 사용하는 포르투갈어는 세계에서 6번째로 많이 사용되는 언어이며, 이는 남반구에서는 가장 많이 쓰이는 언어이자 서반구에서 3번째로 많이 쓰이는 언어이다. 브라질과 포르투갈 이외에도, 앙골라, 카보베르데, 기니비사우, 마카오, 모잠비크, 상투메 프린시페, 동티모르, 적도기니와 옛 포르투갈령 인도인 고아 주, 다만 디우, 다드라 나가르하벨리, 그리고 포르투갈 제국의 작은 부분이었던 말레이시아의 말라카와 동아프리카 탄자니아의 잔지바르에서도 사용된다. 포르투갈어는 유럽 연합, 메르코수르, 아프리카 연합, 미주 기구, 라틴 연합, 포르투갈어 사용국 공동체, 포르투갈어 공용어 사용국 올림픽 위원회 협회의 공식 언어이기도 하다.
다른 언어들과 마찬가지로, 오늘날의 모습에 이르기까지 많은 다른 언어들과 방언으로부터 영향을 받으며 포르투갈어 또한 역사적 진화과정을 거쳤다. 현대 포르투갈어는 흔히 자주 구별되곤 하는 유럽식 포르투갈어와 브라질식 포르투갈어를 비롯한 몇몇 방언들과 그외의 하위 방언들로 이루어져 있다. 현재 포르투갈어는 서구에서 1억명 이상 사용하는 언어 중 유일하게 두가지의 표준 철자법을 사용하는 언어이다.
오늘날 2억 5백만에서 2억 3천만가량의 모국어 사용자를 가지며 이는 세계에서 7번째 순위로 중요한 언어 중 하나로 자리매김하고 있다. 또한, 아메리카 지역에서 브라질이 유일한 공식언어 사용국임에도 불구하고 남미 인구의 절반이 사용하는 언어이기도 하다. 한편 이전 포르투갈의 식민지였던 아프리카 지역에서는 중요한 공용어로써 사용된다. 9개국의 공식어인 한편, 마카오의 표준 광둥어와 동티모르의 테툼어와 함께 공동 공식 언어로 정해져 있지만 사용빈도는 높지 않다.
여러 면에서, 포르투갈어의 음운체계는 스페인어나 이탈리아어보다는 카탈루냐어나 프랑스어와 비슷하다. 그렇지만, 포르투갈어와 스페인어의 문법, 구조, 어휘는 매우 유사하여 발음적 차이가 있어도 어떻게든 이해하는 데에는 큰 걸림돌이 되지 않는다. 서어와 포어가 혼합된 언어의 형태를 포르투뇰(Portunhol)이라 칭하기도 한다.
스페인의 작가 미겔 데 세르반테스는 한때 포르투갈어를 "달콤한 언어"라고 불렀으며, 스페인의 시인 로페 데 베가(Lope de Vega) 또한 달콤하다 일컬었다. 브라질의 작가 올라부 빌락(Olavo Bilac)은 "a última flor do Lácio, inculta e bela→라티움의 마지막 꽃, 거칠며 아릅답구나"라며 시적으로 묘사하기도 하였다. 포르투갈어는 또한 포르투갈의 최고의 문학적 인물인 루이스 바스 드 카몽이스에서 따와 "카몽이스의 언어"라고 불리기도 한다.

## 학습
포르투갈어는 또한 최소 3천만 명의 학생들이 공부하는 언어이기도 하다. 우루과이와 아르헨티나에서는 필수 외국어로써 가르치며, 베네수엘라, 잠비아, 콩고, 세네갈, 나미비아, 에스와티니, 코트디부아르, 남아프리카 공화국에서도 비슷한 법률을 고려 중이다.

## 사용 지역
오늘날, 포르투갈어는 앙골라, 브라질(1억 9천만), 카보베르데, 기니비사우, 포르투갈(1천만), 상투메프린시페, 모잠비크의 공용어이다. 또한, 동티모르에서는 테툼어와 그리고 중화인민공화국의 특별행정구역인 마카우에서는 광둥어와 공용어의 지위를 나눠 가진다. 포르투갈, 브라질, 상투메 프린시페, 앙골라에서는 가장 많이 쓰이는 언어이다. 비록 모국어 사용자는 6.5%뿐이지만 모잠비크에서도 가장 널리 쓰인다. 정확한 자료는 없지만 대부분의 카보베르데 인구는 이중언어 화자이며, 카보베르데 크리올을 사용한다.
약 7%의 인구가 포르투갈어를 사용하는 마카오나 동티모르(13.6%)와 같이 이전 포르투갈의 해외식민지에도 작은 규모의 포르투갈 사용 공동체가 있다. 거기에 세계 곳곳에 포르투갈어 바탕의 크레올어를 사용하는 곳이 여기저기 흩어져 있다.
우루과이는 브라질과 맞닿아 있는 북부 국경지대에서 교육에서 스페인어와 동등한 지위를 부여하였다. 그 밖의 지역에서는 6학년부터 필수 과목으로 가르치도록 하였다.
공식적이진 않지만, 안도라, 오스트레일리아, 프랑스, 룩셈부르크, 저지섬(약 10,000명의 통계적으로 의미있는 포르투갈어 사용자가 존재함.), 파라과이, 나미비아, 남아프리카 공화국, 스위스, 베네수엘라, 일본, 미국의 캘리포니아주, 코네티컷주, 플로리다주, 매사추세츠주, 뉴저지주, 뉴욕주, 로드아일랜드주 주 등지에도 상당수의 이민자가 이 언어를 사용한다.
고아와 다만 디우와 같은 인도의 일부 지역에서도 여전히 포르투갈어가 사용된다. 또한 상당한 수의 포르투갈어 사용자들이 캐나다(주로 토론토와 몬트리올 지역에 집중되어 있다.), 버뮤다, 네덜란드령 안틸레스 제도에도 존재한다.
포르투갈어는 몇몇 국제기구의 공용어이기도 하다. 포르투갈어 사용국 공동체(포르투갈어: CPLP)는 포르투갈어를 공용어로 정한 8개 국가들의 기구이다. 또한 유럽연합에서도 약 3%의 인구가 사용하며, 메르코수르, 미주기구, 이베로아메리카 국가 기구, 남아메리카 국가 연합, 아프리카 연합(실무어로서)을 비롯한 여러 기구에서 공용어로 지정되어 있다. 또한, 아프리카, 아시아, 남아메리카에서도 포르투갈어가 외국어로써 배우는데 인기가 높아지고 있다.
포르투갈어와 스페인어는 영어 다음으로 가장 빠르게 성장하는 유럽어이며, 유네스코의 추정에 따르면, 포르투갈어는 남부 아프리카와 남아메리카에서 국제어로써 성장 가능성이 가장 높은 언어이다. 포르투갈어를 사용하는 아프리카 국가의 인구는 2050년에 모두 합해 8천 3백만에 달할 것으로 예상된다. 한편 같은 해 포르투갈어를 사용하는 모든 국가의 인구는 3억 3천 5백만 명이 될 것이라 예상된다. 브라질이 아르헨티나, 우루과이, 파라과이와 같은 국가들과 메르코술에 서명한 1991년부터 이들 남아메리카 국가들에서는 포르투갈어에 대한 공부에 관심이 증가해왔다. 남아메리카 대륙 내 브라질의 인구비중은 지역 내에서 포르투갈어의 입지를 강화할 것이다. 1999년 마카우가 중국에 반환된 이후 아시아 지역에서의 포르투갈어 사용은 쇠퇴하였지만, 비록 21세기 초일지라도 동티모르에서의 지난 5년간의 포르투갈어 사용자의 급증과 중국의 포르투갈어 사용 국가들과의 경제 외교적 관계의 급증 등의 이유로 포르투갈어는 기회의 언어로 여겨진다.
2007년 7월, 테오도로 오비앙 응게마 음바소고 대통령은 포르투갈어 사용국 공동체의 정회원 가입 요건을 맞추기 위해 포르투갈어를 적도기니의 3번째 공용어로써 지정하는 결정을 발표하였다. 지금의 참관국 자격에서 이러한 승격은 적도기니에 몇몇 전문적이고 학문적인 교환 프로그램에 접근할 수 있게 하거나 국경을 초월한 인구의 이동을 쉽게 할 것과 같은 결과를 낳을 것으로 여겨진다. 적도기니의 신청서는 다른 포르투갈어 사용국 공동체 회원국들에 의해 현재 평가되고 있다.
1994년 3월, '보스키 드 포르투갈(Bosque de Portugal→포르투갈의 숲)이 브라질 도시 쿠리치바에서 만들어졌다. 이 공원은 포르투갈 이민자들과 포르투갈어를 받아들인 나라들을 기념한 포르투갈어 기념비가 세워졌다. 원래 7개의 나라를 상징하는 기둥들이 있었으나, 2007년에 동티모르의 독립을 의미하는 기둥이 하나 추가되었다.

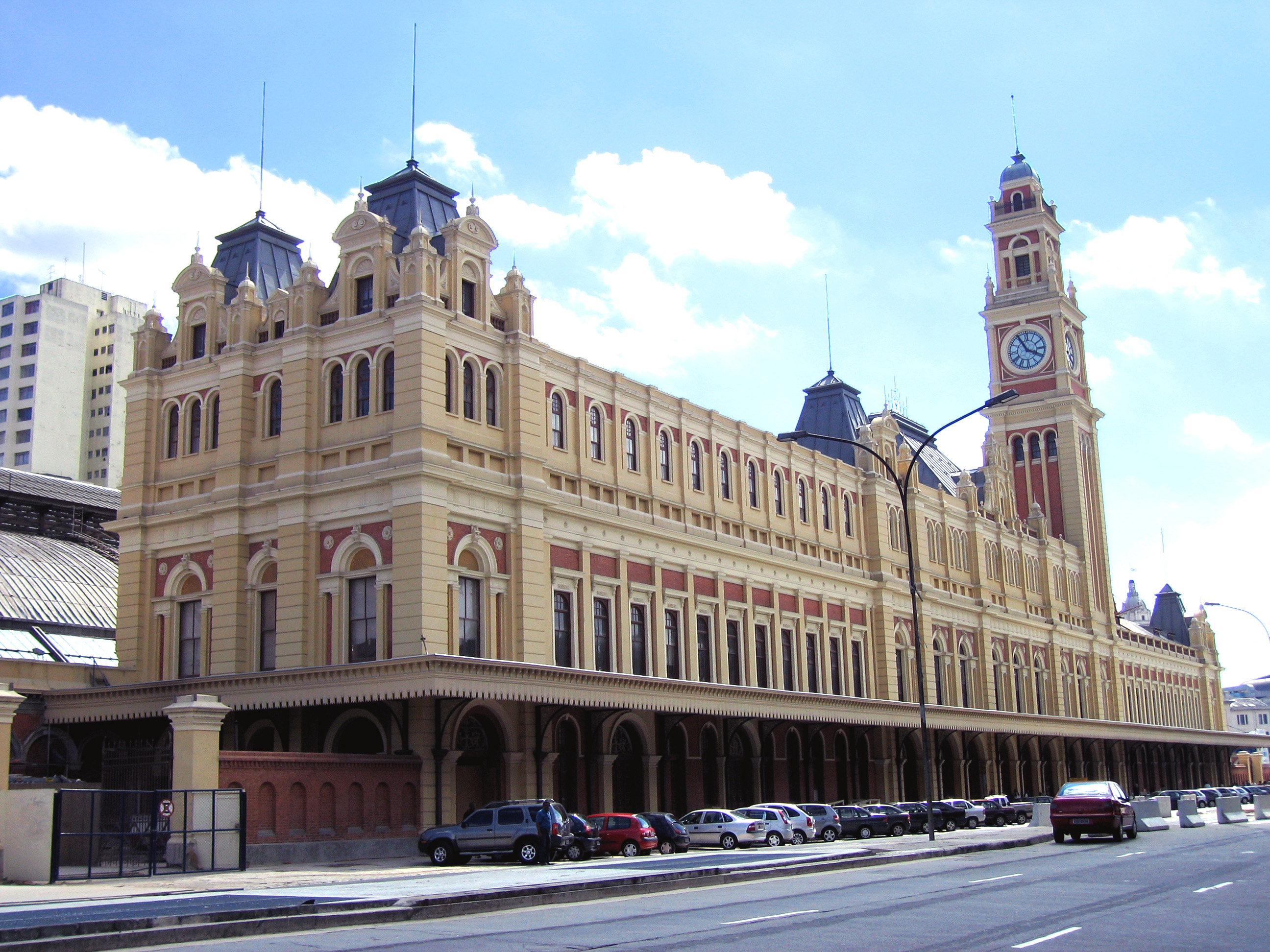
포르투갈어 박물관이 있는 루스 역, 상파울루, 브라질.

2006년 3월, 포르투갈어에 대해 양방향적인 박물관인 포르투갈어 박물관이 세계에서 가장 많은 사람들이 포르투갈어를 사용하는 도시인 브라질의 상파울루에 생겼다.

## 방언
포르투갈어는 다중심성 언어로 주로 브라질 포르투갈어와 유럽을 중심으로 하는 구대륙의 방언으로 구분할 수 있다. 역사적인 이유로, 아프리카와 아시아 지역의 방언은 브라질의 방언보단 포르투갈의 방언을 더 닮아있다. 하지만 발음에 있어서, 특히 강세가 들어가지 않은 모음의 발음에서는 유럽식 포르투갈어보다는 브라질식 포르투갈어에 더 닮아있다. 하지만 이들 지역의 방언은 유럽식과 브라질식 포르투갈어에 비해서 넓게 배워지진 않았다.
포르투갈어의 몇몇 방언들의 예시는 아래 확인할 수 있다. 지역에 따라 차이는 있지만, 이것이 가장 근사치에 가깝다. 예를 들어 카이피라 방언은 미나스 제라이스 주의 방언과는 약간의 차이를 가지지만, 대개는 매우 비슷하다. 브라질식 포르투갈어의 좋은 예는 브라질의 수도인 브라질리아에서 찾을 수 있는데, 이는 브라질 모든 지역에서 온 사람들로 인해 평준화된 인구분포를 보이기 때문이다.

### 브라질

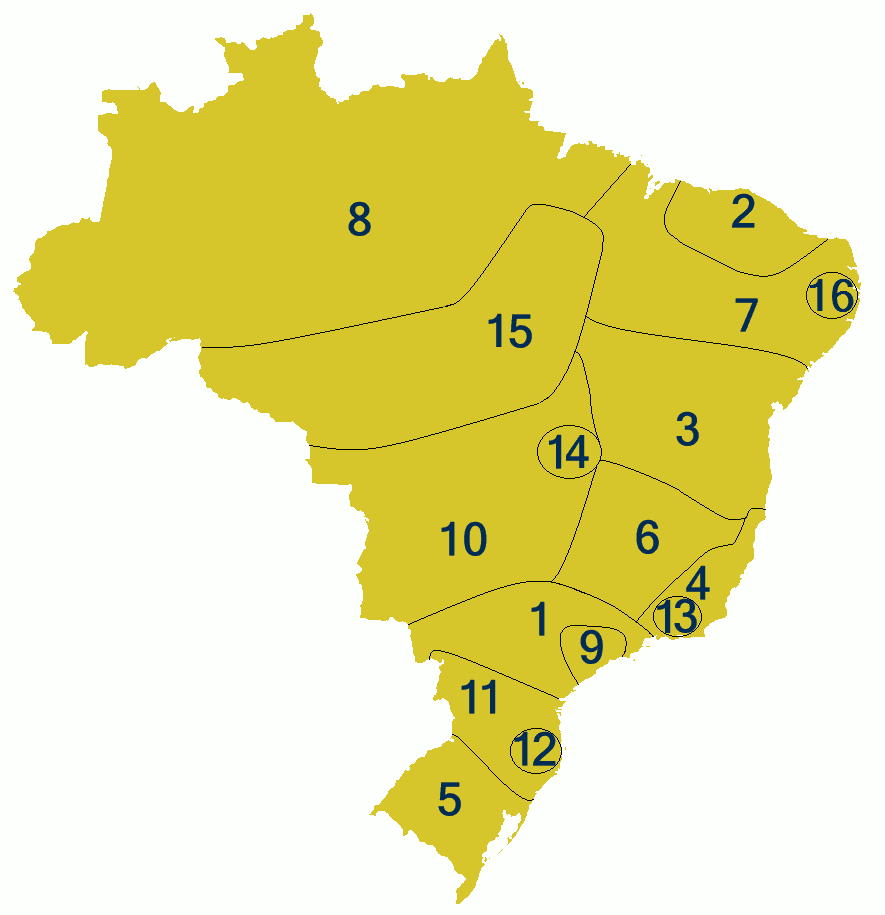
브라질의 포르투갈어 방언

1. 카이피라 (Caipira)— 상파울루주[31], 미나스제라이스주 남부 , 파라나 주 북부, 마투그로수두술주 남동부
2. 세아렌시 (Cearense)—세아라주.
3. 바이아누 (Baiano)—바이아주.
4. 플루미넨시 (Fluminense)—리우데자네이루주 지역에서 사용되는 다양한 방언[32]
5. 가우슈 (Gaúcho)—히우그란지두술주. (주 전역에 걸쳐 다양한 유럽출신 이민자들의 영향으로 여러 구별되는 억양이 존재함.)
6. 미네이루 (Mineiro)—미나스제라이스주[33][출처 필요]
7. 노르데스치누 (Nordestino)—브라질의 북동부 지역 (페르남부쿠주, 파라이바주, 히우그란지두노르치주에서 각각의 억양이 차이가 존재함).[34]
8. 노르치스타 (Nortista)—아마존 분지 지역의 주들.
9. 파울리스타누 (Paulistano)—상파울루 시와 상파울루 주 동부 일부 지역.포르투갈어 화자의 국가별 비중

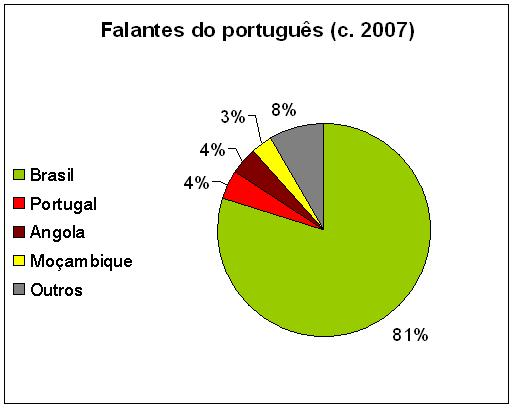
포르투갈어 화자의 국가별 비중

10. 세르타네주 (Sertanejo)—고이아스주와 마투그로수주.
11. 술리스타 (Sulista)—히우그란지두술주 북부와 상파울루 주 남부 사이의 지역.[35]
12. 카리오카 (Carioca)— 리우데자네이루 시와 니테로이 시 인근.
13. 브라질리엔시 (Brasiliense)—브라질리아 시. 도시 건설로 몰려든 이주자들의 영향을 받음.

### 

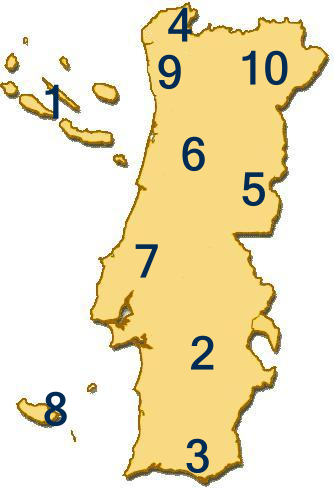
포르투갈의 포르투갈어 방언

### 포르투갈
1. 아소리아누 (Açoriano)—아소르스 (아조레스) 제도.
2. 알렌테자누 (Alentejano)—알렌테주 지방.
3. 알가르비우 (Algarvio)—알가르브 지방 (알가브르 서부 일부지역에 독자적 억양이 있음).
4. 알투미뇨투 (Alto-Minhoto)—브라가 지방의 북부 오지
5. 바이슈베이랑 (Baixo-Beirão); 알투알렌테자누 (Alto-Alentejano)— 중부 포르투갈 오지.
6. 베이랑 (Beirão)— 중부 포르투갈.
7. 이스트레메뉴 (Estremenho)—코임브라, 레이리아, 리스보아 지역. (리스본의 방언은 코임브라 방언과는 약간 차이가 있음)
8. 마데이렌스 (Madeirense)—마데이라 제도.
9. 노르테뉴 (Nortenho)—브라가와 포르투 지역.
10. 트란스몬타누 (Transmontano)—트라스우스몬트스이알투도루 지역.
11. 바한케뉴 (Barranquenho)—바한쿠스 지방.
12. 리스보에타 (Lisboeta)—리스보아 지방.

### 그외 국가들
- 카보베르데— 포르투게스 카부베르디아누 (Português cabo-verdiano)
- 인도, 다만 디우—다마엔스 (Damaense)
- 동티모르— 티모렌스 (Timorense)
- 인도, 고아—고에스 (Goês) (고아식 포르투갈어)
- 기니비사우— 기네엔스 (Guineense) (기니비사우식 포르투갈어)
- 마카오— 마카엔스 (Macaense)(마카오식 포르투갈어)
- 모잠비크— 모삼비카누 (Moçambicano)
- 상투메 프린시페— 산투멘스 (Santomense)
- 우루과이—리베렌세 포르투뇰 (Riverense Portuñol) (우루과이식 포르투갈어 방언, DPU)

방언들 사이의 차이는 대부분 억양과 단어에서 오지만, 브라질 방언들과 다른 방언들, 특히 구어적 용법에서는 일부 문법적 차이가 존재한다. 아프리카, 아시아, 아메리카의 다양한 지역에서 사용되는 포르투갈어 기반의 크레올어는 포르투갈어와는 독립된 언어로 혼동해서는 안된다.

## 역사

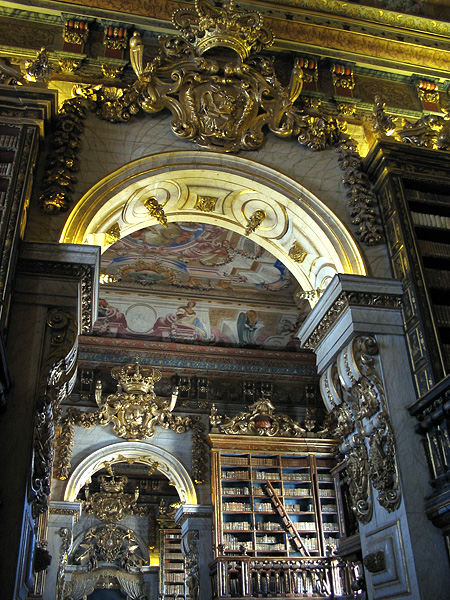
코임브라 대학교의 조아니나 도서관

이베리아반도에 기원전 216년에 도착하며, 로마인들은 모든 로망스 언어의 기원이 되는 라틴어를 함께 가져왔다. 이 언어는 이전 문명의 정착지 인근에 로마식 도시를 건설한 로마 군인과 정착민, 상인들과 함께 퍼져나갔다.
기원후 409년과 711년 사이에 로마제국이 서유럽에서 붕괴되면서, 게르만계 민족들이 이베리아반도를 지배하였다. 주로 수에비족과 서고트족이었던 이들은 반도에 남아있던 로마의 문화와 민중 라틴어 방언을 빠르게 수용하였다. 711년 무어인의 침공 이후, 아랍어는 정복된 지역의 행정어가 되었지만, 대부분의 사람들은 흔히 모자라브어라고 알려진 로망스어의 일종을 사용하였다. 기독교 왕국의 로망스어 방언 사용자들에게 아랍어가 미친 영향은 작았고, 주로 어휘에 영향을 끼졌다.
현재 전해지는 가장 오래된 포르투갈어의 특징을 보여주는 기록은 여전히 많은 라틴어 문구가 함께 쓰여진 9세기의 행정문서다. 오늘날 이 시기는 포르투갈 조어(造語)로 알려져있다(9세기~12세기 ). 고전 포르투갈어의 첫 시기, 혹은 갈리시아포르투갈어 시기(12세기~14세기)에는 점차 일상적 사용이 늘어갔다. 한동안은 프랑스에서 오크어가 음유시인(트루바두르)의 운문에 사용된 것처럼, 기독교 치하의 에스파냐에서는 서정시의 언어로도 많이 선호 되었다. 1139년 아폰수 1세 치하의 포르투갈이 레온 왕국으로부터 독립 왕국이 되었다. 1290년, 디니스 왕은 리스본에 포르투갈 최초의 대학을 설립했고 당시 단순히 "민중어"라 불리던 포르투갈어를 포르투갈어라 부를 것과 공식적으로 사용할 것을 명했다.
14세기부터 16세기까지 고전 포르투갈어의 두 번째 시기는 대항해 시대와 맞물려, 아시아와 아프리카, 아메리카 대륙의 여러 지역에서 사용되었다(오늘날 가장 많은 포르투갈어 사용자가 살고 있는 곳은 남아메리카의 브라질이다.). 16세기에 포르투갈어는 식민 통치와 무역 뿐 아니라 모든 국적의 유럽인과 현지 관리 사이의 의사소통에 있어서도 아시아와 아프리카에서의 링구아 프랑카가 되었다. 이러한 확산에는 포르투갈인과 현지인과의 결혼과 로마 가톨릭교회 선교사들의 노력에의 연계성의 도움을 받았고, 이는 아시아 많은 지역에서 크리스탕어(cristão→"기독교도"에서 유래함.)라고 알려진 크레올어의 형태로 이어졌다. 포르투갈어는 19세기까지 아시아의 여러 지역에서 계속해서 대중성을 이어갔다. 몇몇 포르투갈어를 사용하는 기독교 공동체는 포르투갈에서 고립된 이후에도 인도, 스리랑카, 말레이시아, 인도네시아 등지에서 언어를 지켜갔다.
고전 포르투갈어는 1516년 가르시아드헤센드(Garcia de Resende)의 칸시오네이루 제랄의 출판으로 마무리 된다.
16세기에서부터 오늘날까지의 시기를 아우르는 현대 포르투갈어의 초기는 르네상스 이후의 고전 라틴어와 고전 그리스어에서 빌려온 학문 용어가 늘어나 어휘가 풍부해진 것을 특징으로 들 수 있다.

### 특징화

1000년과 2000년 사이 포르투갈어(갈리시아포르투갈어)의 역사적 후퇴와 확장을 이웃 언어와의 맥락에서 보여주는 지도

포르투갈어는, 카탈루냐어와 사르데냐어와 함께, 대부분의 다른 로망스어에서 이중모음화 된 민중 라틴어의 강세가 있는 모음이 보존되어있는 언어이다. 예를 들어 포르투갈어: 카탈루냐어: 사르데냐어: pedra, 프랑스어: pierre, 스페인어: piedra, 이탈리아어: pietra, 루마니아어: piatră는 라틴어: petra→"돌"에서 유래했고, 포르투갈어: fogo, 카탈루냐어: foc, 사르데냐어: fogu, 스페인어: fuego, 이탈리아어: fuoco, 프랑스어: feu, 루마니아어: foc는 라틴어: focus→"난로"에서 유래하였다. 또한 초기 포르투갈어의 또다른 특징은 모음 사이에 있는 자음 l과 n이 이따금씩 둘러싼 모음끼리 합쳐지거나 다른 모음이 삽입되면서 사라지기도 한다. 예를 들면 라틴어: salire→"떠나다", tenere→"가지다", catena→"사슬"이 스페인어에서 salir, tener, cadena로 변형된 반면 포르투갈어에선 sair, ter, cadeia의 형태를 보이고 있다..
생략되는 자음이 n인 경우, 그 뒤에 있는 모음은 자주 비음화되었다. 예를 들면 라틴어: manum→"손", ranam→"개구리", bonum→"선함"은 포르투갈어의 mão, rãa, bõo으로 변하였고, 오늘날에는 각각 mão, rã, bom으로 변하였다. 이러한 과정은 포르투갈에서 흔히 볼 수 있는 비음 이중모음의 대부분의 근원이었다. 특히, 라틴어 어미 -anem, -anum, -onem은 대부분의 경우 포르투갈어: -ão이 되었다. 예를 들어 라틴어: canem→"개를", germanum→"형제를", rationem→"이유를, 이성을"은 현대 포르투갈어의 cão, irmão, razão이 되었고, 이들의 복수형인 -anes, -anos, -ones는 보통 -ães, -ãos, -ões가 변형되어, cães, irmãos, razões를 예로 들 수 있다.

## 어휘

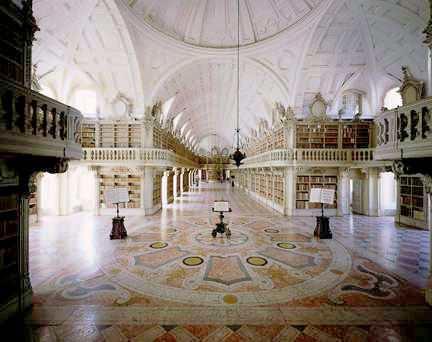
포르투갈의 마프라 국립 궁전 도서관

대부분의 포르투갈어 어휘는 라틴어에서 유래했다. 그럼에도 중세시대 무어인들의 이베리아반도 지배와 대항해시대의 포르투갈의 참여로 인해, 전 세계로부터 유래한 단어를 받아들였다.
아주 적은 포르투갈어 어휘들은 갈라이키족, 루시타니족, 켈티키족, 코니족을 비롯한 로마인 이전 이베리아반도의 민족으로 유래한 흔적을 찾을 수 있다. 잠시 있었던 페니키아인과 카르타고인들 또한 여기에 약간의 흔적을 남겼다. 몇몇 눈에 띄는 예를 들어보자면 abóbora→"호박"와 bezerro→"한살배기 송아지"는 (아마 켈티키족을 통해) 켈티베로어에서 유래했고, cerveja→"맥주"는 켈트어로부터, cachorro→"개"는 바스크어에서 유래하였다.
5세기에 이베리아반도는 게르만족인 수에비족과 서고트족이 점령했다. 그러나 그들이 로마 문명과 언어를 받아들이면서 어휘에는 극히 적은 기여를 했는데, 대부분은 전쟁과 관련된 것들이어서 espora→"박차(拍車)
", estaca→"말뚝", guerra→"전쟁"는 각각 고트어: *spaúra, *stakka, *wirro에서 유래하였다. 이들의 영향은 서고트 왕국들과 그들의 후손에 의해 태어난 지명과 성(姓)에도 존재하는데, 이는 이르메진드(Ermesinde), 이스포젠드(Esposende), 헤젠드(Resende)와 같은 지명들에서 찾아볼 수 있는데, 이들 이름의 sinde와 sende는 게르만어 "sinths→군사 원정"에서 따왔고, 헤센드의 경우에 있어 접두사 re는 게르만어 "reths→의회"로부터 나왔다
9세기와 13세기 사이에, 포르투갈어는 무어인 통치의 영향으로 약 800개의 단어가 아랍어에서 유래하였다(역시 아랍어에서 유래한 다른 단어들을 고려한다면 약 1,200개 이상). 보통 아랍어 관사인 a(l)-를 통해 알 수 있는데, 자주 쓰이는 단어들에서도 이를 찾아볼 수 있다. 예를 들어 aldeia→"마을"는 아랍어: الضيعة alḍai`a[*]에서, alface→"상추"는 الخس alkhass[*], armazém→창고은 المخزن almakhzan[*], azeite→"올리브유"는 الزيت azzait[*]에서 유래하였다. 또한 포르투갈의 문법적으로 특유의 단어인 "바라건데"라는 의미의 oxalá는 아랍어: إن شاء الله에서 유래하였다. 모잠비크의 통화 단위인 메티칼은 무게 단위인 متقال mitqāl[*]에서 따온것이다. 모잠비크라는 이름 자체도 술탄 무사 알레비크의 아랍어 이름인 무사 알리비키에서 온것이다.
15세기가 시작되면서, 포르투갈의 해양 탐사는 아시아 언어들에서 유래한 단어가 소개되는데에 이른다. 예를 들어 “단검”을 뜻하는 catana는 일본어 “刀 가타나[*]”에서, “차(茶)”를 뜻하는 chá는 민남어에서 각각 유래하였다.
남아메리카에선 "감자"를 뜻하는 batata가 타이노어에서, 각각 두 "파인애플" 종을 의미하는 ananás와 abacaxi는 투피과라니어 naná와 투피어 ibá cati에서 왔고, tucano→"큰부리새"는 과라니어: tucan에서 유래했다.
16세기에서 19세기에는, 대서양 노예 무역에서의 중개자로서 포르투갈의 역할과 앙골라, 모잠비크, 브라질 등지에 포르투갈 식민지의 설립으로 인해 아프리카와 아메리카 원주민 언어에 기원을 둔, 특히 이들 지역에서 발견된 대부분의 동물과 식물의 이름을 포함한 단어들이 포르투갈어로 유입되었다. 이러한 단어들은 예전 식민지 지역에서 주로 쓰였지만, 요즘에는 상당수가 유럽식 포르투갈어에서도 쓰이고 있다. 예를 들어, 킴분두어에서 kifumate→"머리 쓰다듬기", kusula→"막내 아이", kubungula→"도마뱀처럼 춤을 추다"가 포르투갈어에선 cafuné, caçula, bungular로 변형되어 유입되었고 marimbondo→"열대 말벌"는 그 형태 그대로 사용되고 있다.
또한 유럽 언어들로부터의 지속적인 외래어의 유입 또한 있었다. 스페인어로부터는 melena→"머리끈", fiambre→"습식보존햄"(반면에, presunto→"건식보존햄"는 라틴어: prae-exsuctus→"탈수된"에서 유래했다.), castelhano→"카스티야어" 혹은 "카스티야인"가, 프랑스어에서는 "각괄호"를 뜻하는 colchete와 crochê, "자켓"을 의미하는 paletó, "립스틱"을 뜻하는 batom, "스테이크" 혹은 "슬라이스"를 의미하는 filé와 filete는 각각 프랑스어: crochet, paletot, bâton, filet로부터 유래하였다. 또한 macarrão→"파스타", piloto→"파일럿", carroça→객차, barraca→"막사"는 이탈리아어: maccherone, pilota, carrozza, baracca에서 유래하였고, bife→"스테이크", futebol→"축구", revólver→"회전식 권총", estoque→"재고품, 비축품", folclore→"민속, 전통문화", time→"팀"는 각각 영어: beef, football, revolver, stock, folklore, team에 기원을 두고 있다.

## 분류와 관련된 언어
포르투갈어는 로망스어군에서 갈라져온 서이베리아어 속하며, 이 분류에 속한 다음의 언어들과 특별한 관계를 지니고 있다.
- 미란다어 : 포르투갈 유일의 공용어인 포르투갈어를 제외하고 포르투갈에서 유일하게 인정되는 지역 언어.
- 갈리시아어와 팔라어 : 가장 가까운 언어. 아래 참조
- 스페인어
- 레온어

포르투갈어와 다른 로망스언어들과의 어휘문법적 유사성에도 불구하고 이들은 서로 이해될 수 있는 것은 아니다. 포르투갈어 사용자는 갈리시아어와 스페인어를 제외한 다른 로망스 언어들을 상당한 수준으로 이해하기 위해서는 어느 정도의 기본적인 문법과 어휘에 대한 지식을 요구로하며, 이 반대의 경우도 같다.

### 갈리시아어와 팔라어
스페인 북서부의 자치주인 갈리시아에서 사용되는 갈리시아어는 포르투갈어와 가장 가까운 언어이다. 이 두 언어는 한 때 갈리시아포르투갈어라고 알려졌던 같은 언어였지만 포르투갈과 갈리시아가 정치적으로 분리되면서 특히 발음과 어휘에서 갈라지기 시작했다. 그럼에도 불구하고, 갈리시아어의 핵심 어휘와 문법은 스페인어보다는 눈에 띌 정도로 포르투갈어와 더 유사하다. 특히 포르투갈어와 마찬가지로 미래가정법, 인칭부정사, 대과거가 존재한다. 갈리시아어와 북부 포르투갈어와 상호 이해도는 (R. A. 홀 주니어의 1989년 연구에 따르면 85%) 매우 높은 편이지만, 중부 포르투갈어는 떨어지는 편이다. 한편 여전히 많은 수의 언어학자들은 갈리시아어를 포르투갈어의 방언으로 생각하고 있다.
갈리시아포르투갈어의 또다른 갈래인 팔라어는 포르투갈과 국경을 맞댄 스페인의 자치주인 에스트레마두라 지방의 발베르데 델 프레스노, 엘하스, 산 마르틴 데 트레베호 마을에서 소수의 사람들이 사용하는 언어이다.

### 타 언어에의 영향
포르투갈어는 인도네시아어, 므나도 말레이어, 스리랑카 타밀어, 싱할라어, 말레이어, 벵골어, 영어, 힌디어, 콘칸어, 마라티어, 테툼어, 총가어, 파피아멘토어, 일본어, 브라질 북부의 랑크파투아어, 에산어, 수리남의 스라난 통고어 같이 많은 언어에 외래어 단어를 남겼다. 18세기까지 브라질에서 가장 널리 쓰였던 투피과라니어족의 고대 투피어, 인도네시아 플로레스섬 시카지역의 언어에 큰 영향을 끼쳤다. 인근의 라란투카에서는, 포르투갈어를 성 주간의식에서의 기도에 사용했다.
1603년 출간된 닛포 지쇼(日葡辞書)는 유럽언어로 된 첫 일본어 사전이었으며, 이는 일본내 예수회의 선교활동의 결과물이었다. 초기 포르투갈 선교사들의 노력을 바탕으로, 1651년 알렉상드르 드 로드가 딕시오나리움 아나미티쿰, 루시타눔 엣 라티눔 (안남어-포르투갈어-라틴어 사전)로 17세기 포르투갈어 표기법에 기초한 현대 베트남어 표기법을 소개했다. 중국어의 로마자 표기법 또한 다른 언어와 함께 포르투갈어의 영양을 받았는데, 특히 중국인의 성 표기(예를 들어 Mei)에 큰 영향을 끼쳤다. 1583~1588년 사이 이탈리아 예수회의 미켈레 루지에리와 마테오 리치는 유럽어와 중국어 사이의 첫 사전인 포르투갈어-중국어 사전을 만들었다.

### 유래된 언어
16세기 초, 포르투갈 탐험가와 정착민, 아프리카 노예, 원주민들간의 방대한 접촉은 포르투갈어에서 다양한 규모의 영향을 받은 피진어의 발생을 일으켰다. 이러한 피진들이 이어진 세대들에게 모국어가 되면서, 완전히 독립된 크리올어로 발전하였고, 이는 18세기 아시아와 아프리카의 많은 지역에서 실제로 사용되었다. 일부 포르투갈어에 기반하거나 포르투갈어 영향을 받은 크리올 언어는 여전히 전 세계에, 특히 부분적으로 포르투갈인을 선조로 둔 약 300만명 이상의 인구가 사용하고 있다.

### 포르투갈어의 UN 공용어 지정 움직임

#### 근거
포르투갈어 매체들과 인터넷 상에는 점점 많은 수의 포르투갈 사용자가 UN 공용어로써 포르투갈어를 지정하기 위한 진정을 목적으로 논쟁을 불러 일으키기 위해 포르투갈어 사용국 공동체를 비롯한 다양한 기구에 주장하고 있다. 포르투갈어는 남반구에서 가장 널리 쓰이는 언어이며, 세계에서 5번째, 서반구에선 3번째로 많이 쓰이는 언어이다.
2005년 10월, 엘로스 클럽 인터내셔널 의 국제회의가 포르투갈의 타비라에서 진행되던 기간에, 인터넷 상에서 포르투갈어의 UN 공용어 지정을 위한 탄원서 (Petição Para Tornar Oficial o Idioma Português na ONU)라는 제목으로 찾을 수 있는 탄원서가 작성되어 만장일치로 승인되었다. 브라질 포르투갈 의회의 회장인 호물루 알렉산드리 소아리스 (Romulo Alexandre Soares)는 21세기 신흥 강대국의 하나로 국제무대에서의 브라질의 위상과 인구, 전 세계의 포르투갈어의 존재를 강조하며, 포르투갈어를 UN 공용어로 지정하는 탄원서에 적법성과 정당성을 제공하였다.

#### 회의적 시각
이 운동을 회의적으로 생각하는 이유들이 몇몇 존재한다. 현재 UN 공용어는 1) 많은 나라에서 공용어이거나 다수에서 통용되거나 (영어, 스페인어, 아랍어, 프랑스어) 2) 수억명의 사용자(중국어,러시아어)를 가지고 있다. 영어, 스페인어, 아랍어, 프랑스어는 두 개의 조건을 다 충족시킨다. 포르투갈어는 전 세계에서 4개 대륙에 있는 수 개의 국가에서 공용어이며, 2억명 이상의 사용자가 있지만, 현재의 6개 UN 공용어와 비교하면 몇몇 눈에 띄는 차이가 있다. 예를 들어 영어, 프랑스어, 아랍어, 스페인어는 각각 수십개국에서 공용어로 지정되어 이를 합치면 전 세계 반 이상의 국가들에서 공용어이다. 이와 달리, 포르투갈어 사용자의 5명 중 4명은 브라질 한 국가에서 살고 있다. 브라질을 합해 포르투갈어는 9개의 독립국가에서 공용어이지만, 영어는 53개, 프랑스어는 49개, 아랍어는 25개, 스페인어는 30개이다.
더욱 중요한 것은, 세계 각 지역의 포르투갈어 사용국에서는 이미 UN 공용어인 다른 언어들의 강한 영향력이 포르투갈어에 드리워져있다. 예를 들어 아메리카 대륙의 포르투갈어를 사용하는 2억 1천만 브라질인들은 서반구에서 가장 많이 사용되는 언어인 스페인어(약 3억 6천만명)와 영어(약 3억 4천만명)의 영향을 받고 있다. 포르투갈인들은 UN 공용어 중 4개(영어, 프랑스어, 스페인어, 러시아어)가 기원한 유럽대륙으로부터 더 큰 영향을 받고 있다. 유럽의 입장에서는 포르투갈어는 체코어나 불가리아어와 비교되며 사용 인구가 10위에도 들지 못하는 언어이다. 아프리카에서는 카보 베르데, 상투메 프린시페, 기니 비사우, 앙골라, 모잠비크 주위의 나라에서 사용되는 영어와 프랑스어의 영향으로 링구아 프랑카로써의 지위를 잃어가고 있다. 마지막으로 수억명 이상 사용하는 언어가 여럿 존재하는 아시아 대륙에서는 포르투갈어를 공용어로 사용하는 나라는 인구 백만 정도의 동티모르와 마카오가 유이하다. 30만명의 브라질 출신의 포르투갈어 사용자들이 일본으로 이주하였지만 어떠한 공식적 지위를 가지고 있지 않다. 그럼으로써 포르투갈어는 브라질이 경제 대국으로써 개발이 계속되는 한 그 중요성은 늘어날테지만, 수천만의 사용자를 지닌 세계적 경제 대국을 배경으로 한 독일어와 일본어 그리고 중국어가 부딛힌 장벽을 다시 마주칠 것이다.

## 발음
최대 9개의 구(口)모음과 19개의 자음으로 이루어져 있지만, 더 적은 수의 음소를 지닌 변화형도 존재한다. (브라질식 포르투갈어의 경우 8개의 구모음이 존재한다.) 또한 일부 언어학자들이 구모음의 이음(異音)이라고 여기는 5개의 비음이 존재하며, 추가적으로 10개의 이중구모음, 5개의 이중비음이 있다. 결과적으로 브라질식 포르투갈어는 총 18개의 모음 음소를 가진다.

### 모음

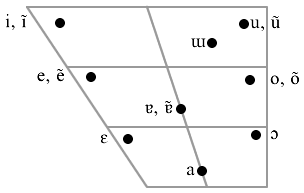
리스본 지역 포르투갈어의 단모음 표

유럽식 포르투갈어는 민중 라틴어의 7개의 모음에 2개의 근중설 중모음이 더해졌고, 이 중 하나는 프랑스어에서 /ɯ̽/, /ɨ/, /ə/등으로 묘사되는 묵음과 마찬가지로 빠르게 말할 때 묵음화되는 경향이 있다. 고모음 /e o/과 저모음 /ɛ ɔ/는 4개의 뚜렷한 음소이며, 다양한 형태의 모음 변화로 대체되기도 한다. 카탈루냐어와 마찬가지로, 포르투갈어도 비강세음절로부터 강세음절을 뚜렷하게 하기 위해 모음의 발화를 이용한다. 고립된 모음들은 고모음화 되는 경향을 보이며, 강세가 주어지지 않았을 때는 중모음화 되는 경우가 있다. 이중비음은 대개 단어의 끝에서 발생한다.

### 자음
|        | 양순음 | 양순음 | 순치음 | 순치음 | 치음 | 치음 | 치경음 | 치경음 | 후치경음 | 후치경음 | 경구개음 | 경구개음 | 연구개음 | 연구개음 | 구개수음 | 구개수음 |
| ------ | ------ | ------ | ------ | ------ | ---- | ---- | ------ | ------ | -------- | -------- | -------- | -------- | -------- | -------- | -------- | -------- |
| 비강음 | m      | m      |        |        |      |      | n      | n      |          |          | ɲ        | ɲ        |          |          |          |          |
| 파열음 | p      | b      |        |        | t̪    | d̪    |        |        |          |          |          |          | k        | ɡ        |          |          |
| 마찰음 |        |        | f      | v      |      |      | s      | z      | ʃ        | ʒ        |          |          |          |          | ʁ        | ʁ        |
| 접근음 |        |        |        |        |      |      |        |        |          |          | j        | j        | w        | w        |          |          |
| 설측음 |        |        |        |        |      |      | l      | l      |          |          | ʎ        | ʎ        |          |          |          |          |
| 탄음   |        |        |        |        |      |      | ɾ      | ɾ      |          |          |          |          |          |          |          |          |

포르투갈어의 자음은 상당히 보수적인 편이다. 중세 파찰음 /ts/, /dz/, /tʃ/, /dʒ/는 각각 마찰음 /s/, /z/, /ʃ/, /ʒ/으로 합쳐지긴 했지만, 이후에는 큰 모음상의 변화는 없었다. 하지만 주목할만한 방언의 변형과 이음이 있었으며 다음과 같은 예를 들 수 있다.
- 브라질의 많은 지역에서 /t/와 /d/는 /i/, /ĩ/ 앞에서 각각 파찰음 [tʃ], [dʒ] 로 이음현상이 일어난다. (한국어의 구개음화도 이러한 이음의 예를 보인다).
- 브라질 포르투갈어에서 음절의 마지막에 오는 /l/가 [u̯]로 이음된다.
- 브라질과 앙골라의 일부 지역에서 모음사이에 오는 /ɲ/이 비음화 경구개 접근음 [ȷ̃]로 발음되며 앞의 모음을 비음화한다. 예를 들어 /ˈniɲu/가 [ˈnĩȷ̃u]로 발음된다.
- 브라질의 대부분 지역에서 음절 마지막에서의 치경 마찰음 /s/와 /z/가 상보적 분포를 일으키는데, 이는 뒤에 오는 자음이 무성음인지 유성음인지에 따른다. 하지만 포르투갈의 대부분 지역과 브라질(특히 히우지자네이루 시)에서는, 음절 마지막의 치경 마찰음이 /s/와 /z/ 무성음 앞에서는 /ʃ/, 유성음 앞에서는 /ʒ/와 같이 후치경음로 대체된다. 예로 다른 언어인 라디노어에서도 이와 같이 음절 마지막의 /s/가 자주 /ʃ/로 대체된다.
- R 음가 음소인 /ʁ/이 방언에 따라 상당한 차이가 있다.
- 포르투갈에서는 무성 파열음 [b d̪ ɡ]이 모음 사이에서는 대응되는 유성 마찰음 [β ð ɣ]로 발음된다.

## 다른 발음의 예제
루이스 드 카몽이스의 국가서사시 우스루지아다스에서 발췌 (1장 33절)
한국어와 포르투갈어 사이의 어순 차이로 3행과 4행, 5행과 6행의 번역이 뒤바뀌어 있음
| 원문                                    | 국제음성기호 (유럽식 포르투갈어)       | 국제음성기호 (브라질식 포르투갈어)       | 번역                                                    |
| --------------------------------------- | -------------------------------------- | ---------------------------------------- | ------------------------------------------------------- |
| Sustentava contra ele Vénus bela,       | suʃtẽˈtavɐ ˈkõtɾɐ ˈelɨ ˈvɛnuʒ ˈbɛlɐ    | sustẽˈtavɐ ˈkõtɾɐ ˈeli ˈvẽnuz ˈbɛlɐ      | 한편, 바커스에 맞서 예쁜 비너스가                       |
| Afeiçoada à gente Lusitana,             | ɐfɐjsuˈada ˈʒẽtɨ luziˈtɐnɐ             | afejsuˈada ˈʒẽtʃi luziˈtɐ̃nɐ              | 루지타니아인들을 편들고 일어서니,                       |
| Por quantas qualidades via nela         | puɾ ˈkwɐ̃tɐʃ kwɐliˈdadɨʒ ˈviɐ ˈnɛlɐ     | puɾ ˈkwɐ̃tɐs kwaliˈdadʒiz ˈviɐ ˈnɛlɐ      | 이들에게도 무척이나 사랑하던                            |
| Da antiga tão amada sua Romana;         | dãˈtiɡɐ tɐ̃w̃ ɐˈmadɐ ˈsuɐ ʁuˈmɐnɐ        | dãˈtʃiɡɐ tɐ̃w̃ ɐ̃ˈmadɐ ˈsuɐ hoˈmɐ̃nɐ         | 옛 로마인들의 장점들을 엿볼 수 있으며;                  |
| Nos fortes corações, na grande estrela, | nuʃ ˈfɔɾtɨʃ kuɾɐˈsõȷ̃ʒ nɐ ˈɡɾɐ̃dɨʃˈtɾelɐ | nus ˈfɔɾtʃis koɾaˈsõȷ̃z na ˈɡɾɐ̃dʒisˈtɾelɐ | 틴지타나 땅에서 보인                                    |
| Que mostraram na terra Tingitana,       | kɨ muʃˈtɾaɾɐ̃w̃ nɐ ˈtɛʁɐ tĩʒiˈtɐnɐ       | ki mosˈtɾaɾɐ̃w̃ na ˈtɛhɐ tʃĩʒiˈtɐ̃nɐ        | 힘찬기백과 운수대길을,                                  |
| E na língua, na qual quando imagina,    | i nɐ ˈlĩɡwɐ nɐ kwaɫ ˈkwɐ̃dw imɐˈʒinɐ    | i na ˈlĩɡwɐ na kwaw ˈkwɐ̃dimaˈʒĩnɐ        | 또 사용언어가 생각해보면                                |
| Com pouca corrupção crê que é a Latina. | kõ ˈpokɐ kuʁupˈsɐ̃w̃ kɾe kjɛ ɐ lɐˈtinɐ   | kũ ˈpokɐ kohup(i)ˈsɐ̃w̃ kɾe kjɛ a laˈtʃĩnɐ | 라틴어가 별로 상한곳이 없는 방언이 마음을 끌었던 것일세 |

## 문자 체계
포르투갈어는 23개 혹은 26개의 로마자와 강세, 모음의 높낮아, 축약, 비음화, 기타 음운 변화를 나타내는 5가지 발음 구별 기호(예음, 억음, 억양음, 틸드, 세디유)로 표기한다. 강세가 첨가된 단어나 이중음자는 대조 목적으로 별개의 문자로 간주하지 않는다.

## 문법
포르투갈어 문법에서 가장 주목할 부분은 동사이다. 형태론적 면에서, 포르투갈어는 다른 주요 로망스어들보다 고전 라틴어의 동사굴절형태를 보존하고 있다. 또한 갈리시아어와 팔라어 이외의 다른 로망스어에서 발견할 수 없는 혁신적인 모습 또한 가지고 있다.
- 현재완료 시제가 갈리시아포르투갈어군 특유의 반복적 시제를 내포하고 있다. 이는 과거에 시작되어서 미래에 계속 반복될 것이라 여겨지는 행동을 나타낸다. 예를 들어 Tenho tentado falar com ela라는 문장은 "난 그녀에게 말하려고 시도하였다."가 아닌 "난 그녀에게 말하려고 시도하였었다."라고 번역된다. 또 다른 예로 "최근 뉴스를 들었니?"라는 질문에 대한 올바른 번역은 *Tem ouvido a última notícia?가 아닌, 반복의 의미를 내재하지 않는 Ouviu a última notícia?이다.[45]
- 포르투갈어에서는 여전히 미래가정법을 사용하고 있다. 이는 중세 서이베리아어에서 발달되어 왔고, 오늘날 스페인어와 갈리시아어에서는 거의 사용하지 않는 용법이다. 미래가정은 독립절이 발생하기 위해서 미래에 반드시 실현되어야 할 조건을 담고 있는 종속절에서 나타난다. 이는 아래와 같은 예를 들 수 있다.

Se eu for eleito presidente, mudarei a lei.
→만일 내가 대통령으로 당선된다면, 법을 바꿀 것이다.
Quando fores mais velho, vais entender.
→네가 더 자란다면, 이해할 것이다.

- 인칭원형동사: 원형동사가 주어의 인칭과 수에 따라 굴절하며, 누가 특정 행동을 행할 것인지를 보여준다.

É melhor voltares→"(너는)돌아가는 것이 낫다",
É melhor voltarmos→"(우리는)돌아가는 것이 낫다."

이로 인해 다른 로망스어보다 포르투갈어에서 원형절이 가정절을 더 자주 대체하게 된다.

## 같이 보기
- 브라질 포르투갈어
- 유럽 포르투갈어
- 갈리시아어
- 스페인어